# I'm from Barcelona
I'm From Barcelona er et pop/rock orkester fra Sverige.